# Textron

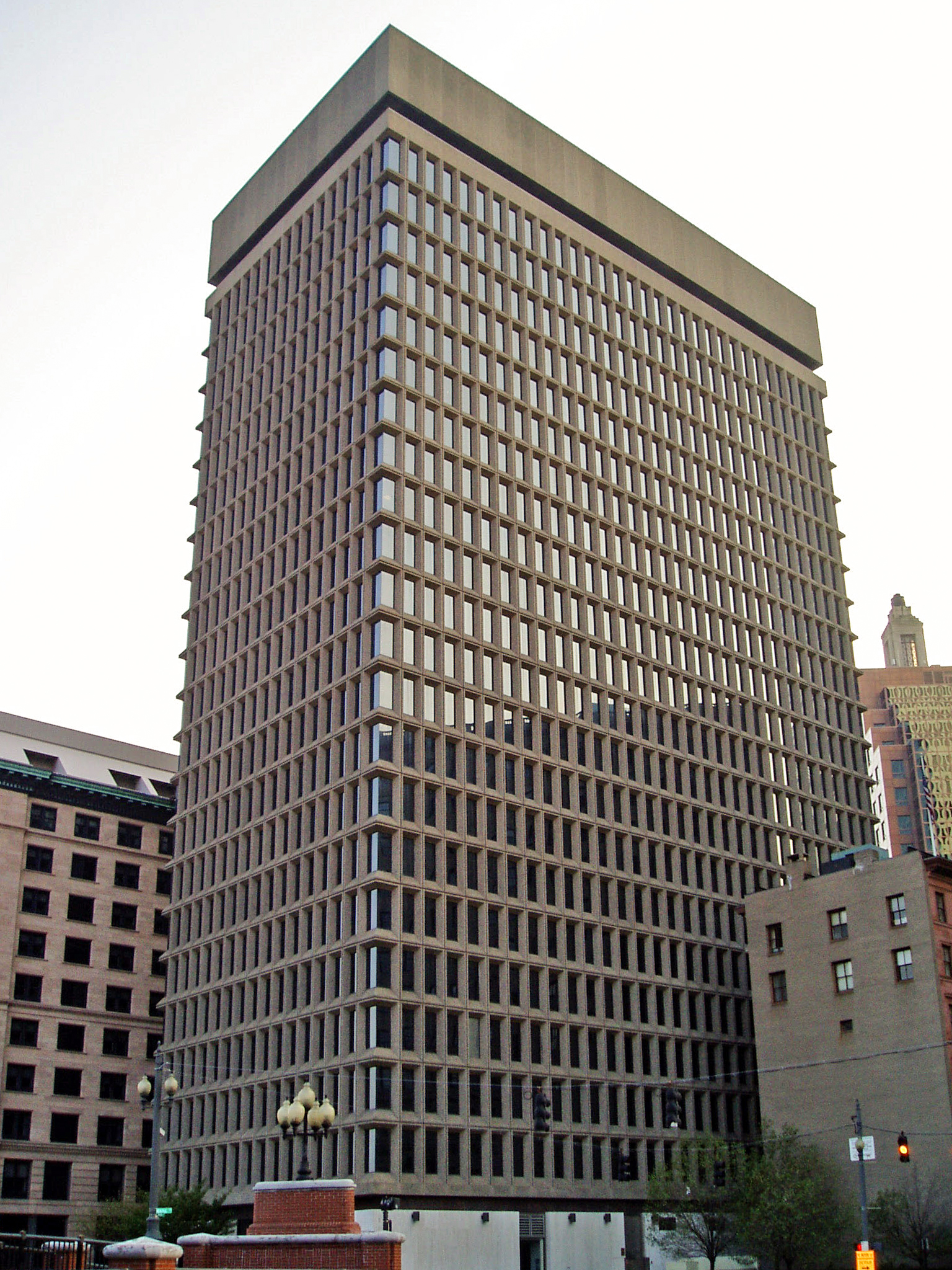
Hauptsitz genannt Textrontower in Providence

Textron Inc. ist ein US-amerikanischer Mischkonzern mit Sitz in Providence. Das Unternehmen ist im Aktienindex S&P 500 gelistet.

## Geschichte
Die Ursprünge von Textron gehen auf die Special Yarns Corporation in Boston zurück, die 1923 vom damals 27-jährigen Royal Little gegründet wurde. Zu Beginn des Zweiten Weltkriegs war das Unternehmen als Atlantic Rayon Corporation bekannt und gewann große Aufträge zur Fallschirmproduktion. Als die Militäraufträge 1943 zurückgingen, wurden vermehrt Zivilprodukte hergestellt und das Unternehmen in Textron umbenannt.
1952 entschied sich Little, das Geschäft zu diversifizieren. 1953 kaufte das Unternehmen Burkart Manufacturing, einen Hersteller von Autositzpolstern. In den nächsten Jahren erwarb man Homelite, einen Kettensägenhersteller, den Autozulieferer CWC, der unter anderem Nockenwellen produzierte, sowie mehrere andere Unternehmen. Dazu kamen 1960 Bell Helicopter und der Golfmobil-Produzent E-Z-GO. Little trat danach in den Ruhestand, der Umsatz war inzwischen auf 383 Millionen Dollar angewachsen.
Sein Nachfolger G. William Miller setzte die Strategie fort. 1963 wurde die letzte Textilfirma verkauft. In den darauffolgenden Jahren kaufte Textron u. a. den Schneemobilhersteller Polaris und die Venture-Capital-Gesellschaft American Research and Development. Miller trat 1977 zurück, nachdem er von Jimmy Carter zum Vorsitzenden der Federal Reserve ernannt worden war. Später übernahm er das Amt des Secretary of the Treasury, des amerikanischen Finanzministers.
1984 scheiterte der Versuch einer feindlichen Übernahme der Textron-Gruppe durch die kleine Holdinggesellschaft Chicago Pacific Corporation. Um solche Versuche in Zukunft zu erschweren, erwarb Textron 1985 den Mischkonzern AVCO, ein ähnliches Unternehmen wie Textron selber. Das Unternehmen war nun zu groß für eine leichte Übernahme. Da man sich dazu hoch verschuldet hatte, verlor Textron an Wettbewerbsfähigkeit und sah sich gezwungen, einige kleinere Beteiligungen zu verkaufen.
1989 übernahm James Hardymon die Unternehmensführung. Unter ihm kaufte man 1992 den Flugzeugbauer Cessna, während viele nicht zum Kerngeschäft gehörende Unternehmensteile abgestoßen wurden. Von nun an fokussierte sich Textron auf Fluggeräte, Flugtechnik und Autozulieferung. Durch den Zusammenschluss von Unternehmensteilen entstanden größere Konzerngesellschaften, darunter Textron Automotive Company und Textron Fastening Systems.
In Deutschland gehörte das Unternehmen Bauer & Schaurte Karcher (Erfinder des Inbus-Systems) von 1996 bis 2006 zum Konzern. 1998 übernahm Textron das britische Unternehmen David Brown. Zu diesem Zeitpunkt setzte Textron mit 64.000 Angestellten bereits 9,68 Milliarden Euro um.
Zum 6. März 2017 wurde Arctic Cat von Textron übernommen, ein Mitbewerber der Textron-Tochter Polaris.

## Geschäftsbereiche

### Produkte

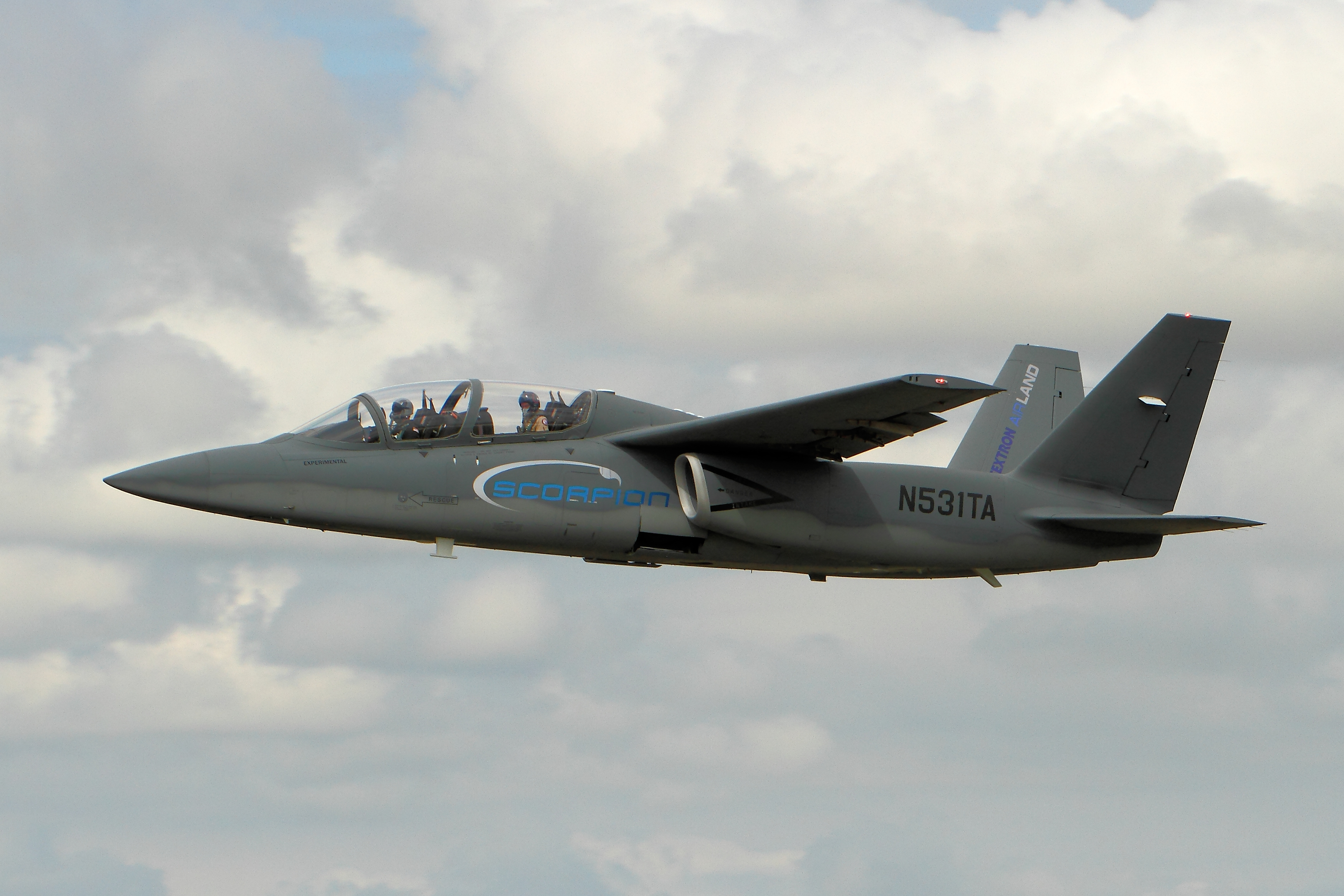
Textron AirLand Scorpion

Der heutige Umsatz kommt hauptsächlich aus dem Flugtechnikbereich, insbesondere von Bell Helicopter (Hubschrauber), Textron Aviation (Flugzeuge), Lycoming (Flugmotoren) und dem Avionik-Hersteller Textron Systems. Textron ist jedoch auch in anderen Branchen tätig; z. B. Textron Fastening Systems (heute Acument), Greenlee/Klauke (Werkzeuge), E-Z-GO (Golfmobile), Jacobsen (Rasenpflege), Kautex Textron (Automobilzulieferer) und Cushman, ein Hersteller von Kleinst-Nutzfahrzeugen und Golfcarts. Des Weiteren war Textron Hersteller von Streumunition.